# クイーンズブレイド (アニメ)
- クイーンズブレイド > クイーンズブレイド (アニメ)
- クイーンズブレイド リベリオン > クイーンズブレイド (アニメ)
- クイーンズブレイド グリムワール > クイーンズブレイド (アニメ)
- クイーンズブレイド UNLIMITED > クイーンズブレイド (アニメ)

『クイーンズブレイド』は、ホビージャパンによる同名の対戦型ゲームブック『クイーンズブレイド』を原作とした、アームス制作のアニメ作品。ただしゲームブック版とは、設定・ストーリー展開・細かいエピソードなどがかなり異なっている。なお本項ではTVアニメ第2期後に発売された『クイーンズブレイド 美しき闘士たち』OVAや、続編にあたる『クイーンズブレイド リベリオン』を原作としたTVアニメ作品、『クイーンズブレイド グリムワール』を原作としたOVA、リブート企画である『クイーンズブレイド アンリミテッド』OVA、クイーンズブレイド関連書籍に同梱の特典映像作品も併せて記載する。

## 概要
第1期は『クイーンズブレイド 流浪の戦士』（クイーンズブレイド るろうのせんし）のタイトルで、2009年4月から6月まで放送された。全12話。
第2期は『クイーンズブレイド 玉座を継ぐ者』（クイーンズブレイド ぎょくざをつぐもの）のタイトルで、2009年9月（局によっては10月）から12月まで放送された。全12話。
いずれも、放送開始前には数量限定のプロモーションDVD零巻が、一部店舗にて発売された。
2010年8月から2011年3月にかけて、第2期『玉座を継ぐ者』の後日談に当たる全6巻のOVA『クイーンズブレイド 美しき闘士たち』が発売された。発売に先駆けてAT-Xでは先行放送された。
2012年4月から6月まで、テレビアニメ前二作品及びOVAの続編にあたる『クイーンズブレイド リベリオン』が放送された。全12話。『リベリオン』ではキャラクターが一新されており前作のキャラクターの一部は再登場しているが容姿やコスチュームの設定が変更になっている。
基本的設定は共通だがストーリーや一部の設定・キャラクターデザインが異なる『クイーンズブレイド アンリミテッド』OVAの第1巻が、2018年7月13日に発売された。
アームスが制作した『一騎当千シリーズ』同様、過激な描写が盛り込まれており、地上波やインターネットでは映像が編集される場合がある。

## あらすじ
4年に1度開かれる闘技会『クイーンズブレイド』。建国から続く伝統に従い、優勝者は、この国の女王に選ばれる。12歳以上の知能を持った生物の女性であれば、誰でも参加が出来る。戦いのルールは、一切無用の殺し合いで、宮廷魔術師の魔法で、全国土の水晶球に中継され、民衆はその戦いを熱狂的に観戦する。プレイヤーは、闘技会に参加する女闘士となり、優勝を目指す。 

## 登場キャラ・声の出演
メインの登場キャラクターについては

### 『クイーンズブレイド 流浪の戦士』より登場
流浪の戦士 レイナ / 幻影の戦士 マリア（リベリオン）
声 - 川澄綾子
第一期(流浪の戦士)と第二期(玉座を継ぐ者)の主人公。大陸屈指の実力者であるヴァンス伯爵家三姉妹の次女。貴族としての生活に嫌気がさして自由を求め旅に出た美少女。しかし、己の実力も知らずに無謀な挑戦を繰り返してばかりいたが、義賊リスティをはじめとした多くの仲間との出会いを経て、美闘士として心身ともに成長していく。
クイーンズブレイド決勝戦にて前女王アルドラを圧倒し、背後で操る堕天使デルモアを排除した。その後女王の座を姉のクローデットに委ね、彼女自身は何処かへと旅立った。
リベリオンでは幻影の戦士として女王軍に反旗を翻しているが、沼地の魔女により長時間眠りに付く呪いがかけられており、行動が著しく制限されてしまっている。なお、正体は誰も知らない事になっているが大抵の人は気づいている。皮肉にもエリナは気づいていないのである。村でアンネロッテやイズミと知り合う。
武者巫女 トモエ / 剣聖巫女 トモエ（ヴァンキッシュド）
声 - 能登麻美子
第一期(流浪の戦士)と第二期(王座を継ぐ者)のもう一人の主人公。アルドラの生き別れの妹探しの旅の途中に、沼地の魔女の呪を受け失明に至る（OVA「美しき闘士たち」）。その後はアルドラが彼女の目となっている。『リベリオン』ではアルドラと別れ独り旅立っているため本編には登場しない。
OVA「ヴァンキッシュド・クイーンズ　武者巫女無情」においてヒノモトの武者巫女の長・剣聖巫女となった。ヒノモトに侵入したドグラ率いるゴブリン軍団に立ち向かったが、ブランウェンに敗北。仲間の武者巫女達と共にドグラの奴隷調教を受けることになる。牢獄に入れられ、ノワの泣き声を聞き、共に絶望と闘うことを決意する。だが仲間の武者巫女達がすでにドグラに心を支配され人形のように操られていた。そのため、ドグラに操られた武者巫女達に拷問を受け続け、肉体や精神までもが醜く傷つき、絶望してしまった。その後、ドグラ専用の『絶望のクイーンズブレイド』が始まった時、対戦相手が『超幻覚ハーブ』に操られたノワだと気づき、戦いの途中でノワを幻覚から解き放ち、ブランウェンに勝利したため仲間の武者巫女達も解放された。その後はノワや他の新しい巫女達を武者巫女を修行させた。
OVA「武者巫女調教法」では自ら進んで調教を受けている。ただしこれは『たとえ体を縛られても心まで縛ることは出来ない』という自信からくるものである。まず縄で体を縛られ、体をくねらせながら嬌声を上げる。巫女服を肌蹴ながらも経験したことのない快感に心を昂ぶらせた。続けて逆さ釣りにされ、鞭で徹底的に尻を痛めつけられる。七難八苦だが、この先に武者巫女の悟りがあると信じ耐え抜いた。最後の水責めで気分が高揚し、最後には恍惚の顔で、武者巫女の悟りの境地に達している。
雷雲の将 クローデット / 雷雲の女王 クローデット（OVA、リベリオン）
声 - 田中敦子
ヴァンス伯爵家三姉妹三姉妹の長女。｢雷雲の将｣の異名の通りクイーンズブレイド準々決勝戦にて、アルドラ(堕天使デルモア)に支配されたリスティの圧倒的な力に敗れ、重症を負う。その後、妹レイナから即位を委ねられ新女王として玉座についたが、後に豹変し鋼鉄参謀ユーミル、牙を統べるものエリナと共に力による統治を敷く事になる。
近衛隊長 エリナ / 牙を統べる者 エリナ（OVA、リベリオン）/ 絶影の追跡者 エリナ（アンリミテッド）
声 - 水橋かおり
三姉妹の三女。極度のシスコンで姉であるレイナに懐いている。
自身はクイーンズブレイド自体には興味がなく、家を飛び出したレイナを連れ戻す事に執着しており、その為には手段を選ばず殺害すら意にしない。
リベリオンでは衣装もより露出の多いものに代わり、また髪型もツインテールになったりと容姿が一変。クローデットの命令により各地で美闘士狩りを行っている。
元・甲魔忍軍頭領 シズカ
声 - 生天目仁美
トモエと旅を共にしていた友人。第二期(玉座を継ぐ者)の終盤でトモエの唯一の弱点である心の甘さを断ち切らせるため、彼女に戦いを挑み命を落とす。OVA（「美しき闘士たち」）では、霊としてトモエの前に姿を現し、堕天使デルモアとの戦いにおいて彼女をサポートした。その後最期の別れを告げ、姿を消す。
荒野の義賊(牙を統べる者) リスティ / 不屈の英雄 リスティ（リベリオン）
声 - 甲斐田裕子
手下を率いて、悪徳な領主や商人のキャラバンなどを襲撃・強奪しては、手下や弱者に分け前を与えている山賊団の頭。やや大雑把ではあるが、きっぷのいい姉御肌な人物。
戦争孤児であった自身の体験から、国中の悪徳を追放し、全国民が愉快に暮らせる国を作る事を目的に、クイーンズブレイドに参加する。メローナの襲撃により瀕死の危機に陥ったレイナを救出するが、助けた本当の理由は懸賞金のかかったレイナを捕らえて貴族のもとへ連れ戻す為であったが、それを機に奇妙な友情が芽生えた。
その後、クイーンズブレイド開催中に城内に忍びこんだ際にアルドラ（堕天使デルモア）によって身柄を支配され、｢牙を統べる者リスティ｣へと変貌を遂げる。その後イルマ・クローデットを圧倒し準決勝戦でレイナと闘うも敗れ、呪縛から解き放たれた。
リベリオンでは、女王軍に捕まって投獄されてしまうが、後にマリア（レイナ）に救出される。
歴戦の傭兵 エキドナ
声 - 甲斐田ゆき
イルマの元師匠。レイナに剣術を教えた師匠でもある。
牙の暗殺者 イルマ
声 - 鹿野優以
エキドナの元弟子。
古代の王女 メナス / アマラの女王 メナス（OVA）
声 - 後藤邑子 / 友永朱音（ヴァンキッシュド）
沼地の魔女の手下の一人。OVA（「美しき闘士たち」）で自身の居場所たる聖地を見つけ、張りぼての城を築き沼地の魔女への忠誠心を放棄した（OVA「美しき闘士たち」）。アイリ達の妨害により城は倒壊したが、メナスを心から慕うしもべ達が戻ってきた事でアイリ達は身を引いた。沼地の魔女の手下で最初の離脱者となった。
OVA「ヴァンキッシュド・クイーンズ 聖邪蹂躙」においてエロシムの中に入っていた。しかもアイリの事を全部見ていた。
千変の刺客 メローナ / 千変の謀略者 メローナ（リベリオン）
声 - 釘宮理恵
沼地の魔女の手下の一人で、変幻自在の変態能力を持つシェイプシフター。通称ぶよぶよピンク（ぶよピン）。
普段はバニーガールのような外見をした極めて肉感的な体つきをしたセクシーな美少女だが、それもシェイプシフターの能力によるもので、正体はスライムのような軟体性のモンスター。
その正体の件でレイナとの間に浅からぬ因縁を持つ事となり、その執念からエリナ殺害のため度々対峙する事になる。
クイーンズブレイドには沼地の魔女からの大会攪乱の命令を受けて参加するが、小悪魔的な性格から任務遂行の前に相手を驚かす事を優先してしまう事も。
戦闘時には身体の一部を武具に変形させて戦ったり、相手の武装を溶かす溶解液を射出して戦う。また、対戦相手そっくりに変態して惑わす事もある。
アニメ第一期（流浪の戦士）の最後では因縁のエリナとの決闘に挑んだが、修練を積んだレイナの前に敗北。リベリオンでは密かに鋼鉄参謀ユーミルに成りすまして超振動鎧の実験にミリムを利用したりと暗躍するも、最後はクローデットによる攻撃の直撃を受けて断末魔と共に消し飛び死亡したと思われたが、身体を小さくする事で辛くも生き延びた。しかし、小さくなったところをライラ見つかり、そのまま拘束されて天界へと連れて行かれた。
冥土へ誘うもの アイリ
声 - 伊藤かな恵
沼地の魔女の手下の一人。OVA（美しき闘士たち）の第3話から第5話では主人公的な役回りとして描かれている。沼地の魔女の手下として悪行を行っていたが、心優しいラナに出会ってからは心に迷いが生じ、沼地の魔女の手下である本来の自分との葛藤に悩む事となる。最終的に沼地の魔女の手下の一員に戻るが、ガイノスでの活動を行っていないためリベリオンには登場しなかった。
OVA「ヴァンキッシュド・クイーンズ　聖邪蹂躙」において地上の眠らない街で暗躍していた。ナナエルに再会し、ライラと出会う。ナナエルがライラの潜在能力にかけて一発逆転の奇跡を起こそうとしたが、天使の誤った奇跡とも呼ばれる、神罰巨人エロシムを復活したことが原因でナナエルとライラと一緒に倒すことになった。
また、OVA「アイリの夜食バンザイ」では、沼地の侵入者との戦いで疲れ果てたが、あるご主人様のために、夜食を作ったり、大掃除したり、大忙しである。また、疲れたからか、それとも精気が足りないのか、服が突然透け始めている。あるご主人様が作った人工生命体の手入れをするつもりが、夜食のシチューがこぼれてしまい、服までもが消え、最後に「さあ、ご主人様、召し上がれ…」と言った。
光明の天使 ナナエル / 堕天使 ナナエル（OVA） / 奇跡の大天使 ナナエル（リベリオン（未登場）、ヴァンキッシュド）/審判の天使 ナナエル（アンリミテッド）
声 - 平野綾
禁断のぶどうを食べた事により、邪まな心に流され堕天使へと変貌を遂げる（OVA「美しき闘士たち」）。沼地一帯をマグマ地帯に変え、沼地の魔女の住む城を破壊し、壊滅寸前に至らしめた。性格も残忍に変わり堕天使デルモア以上の力を暴走させた。しかし最後にはメルファとハチエルの説得により本来の姿を取り戻した。
リベリオンではライラの上司になっている。
帝都の聖女 メルファ/ 光輝の聖女 メルファ（アンリミテッド）
声 - 大原さやか
上級司祭。ナナエルの部下兼親友。トモエやアルドラの友人。
逢魔の女王 アルドラ / 司祭 アルドラ（OVA） / 召喚士 アルドラ（リベリオン）
声 - 竹内美優 / 竹達彩奈（リベリオン）
アンネロッテの姉。クイーンズブレイド決勝戦でレイナに敗れてからは司祭へと身を変え、しばらくメルファと一緒に修道院で暮らした。その後、生き別れの妹を探すためにメルファと別れ、トモエと共に旅に出た。OVA（「美しき闘士たち」）からリベリオンにかけて、シズカ亡き後彼女に代わるポジションとなっている。
リベリオンでは記憶喪失（「妹を探していた」という事だけは思い出している）の疾患をもつ新妻で、前作とは対照的に天然ドジ娘キャラの設定が追加されているが、戦闘力の凄ましさや二匹の人食い魔物を手なずけてしまう実力は元逢魔の女王だけに健在である。またバーサーカ化したアンネロッテを元に戻す彼女特有の癒しの力を持っている。何故か耳がエルフと同じ形状のデザインに変更されている。
戦闘教官 アレイン
声 - 喜多村英梨
ノワとアンネロッテの師匠。
クイーンズブレイドに参加することになったノワの後を追ってエルフの森を出る。自身はクイーンズブレイドに関わっていなかったが、最終話で沼地の魔女勢と戦う美闘士たちに加勢。美闘士として登録される。（TVアニメ第一期）
アルドラの意志により、ノワとともにエキドナ・イルマを相手として、師弟が組となったクイーンズブレイドの試合を行う。（TVアニメ第二期）
クイーンズブレイド終了後、ノワを連れて森へと帰る途中ニクスと遭遇、戦いとなる。その後、自分ひとりで世界を見てまわると決意したノワと別れ、故郷へ帰還する。（OVA「美しき闘士たち」2話愛惜!アレイン千年の別れ）
旅の間に沼地の魔女の手下によってエルフの集落は滅ぼされ、さらに魔女の呪いによってアレイン自身は森を出られなくなっていた。ノワと別れて一年後、女王の暗殺団に追われていたアンネロッテを偶然助ける。その後アンネロッテからの弟子入り願いを一度は拒むが、彼女の熱意に負け、弟子として受け入れる。（OVA「新たなる師弟、新たなる闘い」）
森の番人 ノワ / 武者巫女 ノワ（ヴァンキッシュド）/ 深き森の番人 ノワ（アンリミテッド）
声 - 高橋美佳子
アレインの一番弟子で、アンネロッテの姉弟子にあたる存在。クイーンズブレイド終了後アレインと暫く一緒に旅をしていたが、師から独立したいという自身の気持ちを打ち明けて別れを告げ、独り旅立った。相棒はルー（声 - 水橋かおり）。
OVA「ヴァンキッシュド・クイーンズ 武者巫女無情」において、ルーと離れ離れになってしまい、ドグラの奴隷調教を二週間も受けることになる。そのためアレインの声が思い出せなくなり、目が見えなくなったのだ。その後、トモエを助けたい、ここから出してあげたいと思った。だが、『絶望のクイーンズブレイド』が始まった時、沼地で取れた『超幻覚ハーブ』によって操られてしまう。だがトモエに抱きしめられたことで元に戻り、トモエと一緒に『絶望』と闘った。その後、ルーと再会し、次の旅に行くが、トモエにヒノモトに残るかと言われた。そして、ヒノモトで他の新人巫女達と共に色々な修行をし、武者巫女の一員となった。
鋼鉄姫 ユーミル / 鋼鉄参謀 ユーミル（リベリオン）
声 - 齋藤彩夏
闘士にして鋼鉄武器の商人。カトレアとは商売仇であるが、信頼し合う友人関係でもある。
リベリオンではクローデットのはからいで武器の研究をしていたが、メローナが鋼鉄参謀ユーミルに化けており、研究対象物の武器や防具を悪用されていた。
いとこ同士であるエイリンには、「ユーミル姉」と呼ばれている。
武器屋 カトレア
声 - 柚木涼香
元闘士にして武器屋の店主。その名は大陸中に知られている。夫のオーウェンがデルモアの策略により失踪する形となってしまった。現在は息子のラナと2人で生活している。
炎の使い手 ニクス
声 - 田中理恵
第一期（「流浪の戦士」）では、3話でクイーンズブレイドの試合に参加している姿が中継されている（声なし）。第二期(「玉座を継ぐ者」)から本格的に登場。フニクラによって支配されている。元エリナのお世話係で、かつて彼女に虐められた事を根に持っている。力を失うことを躊躇い、フニクラを捨てることができないでいる。
天使長
声 - 本田貴子
本名は不明。天界を統べる長。我侭な天使ナナエルに心を悩ませているが、本心では彼女を信頼し期待をかけている。そのため幾度もナナエルの罪を黙認し、その都度代わりの試練を与える。
ラナ
声 - 釘宮理恵
カトレアの息子。レイナ・ユーミル・アイリの友人。特にアイリに懐いており、彼女の人生を大きく左右した人物でもある。ウブな一面もあり、レイナやアイリの裸を見て赤面した。
セトラ
声 - 立木文彦
メナスが所有しているリビングウェポン（リビング・セプター）であり、彼女の相棒。アマラ王国の秘宝の王笏であるセトラは自らの意思を持ってメナスをサポートする。彼にとってシズカはお気に入りである。通称エロネコ。
堕天使 デルモア
声 - 石田彰
アルドラと契約している堕天使。決勝戦で本性を現し闘士達に倒されるが、OVA（美しき闘士たち）にて甲魔忍軍の手により復活。アルドラに再び取り憑くが、トモエとシズカ(霊)のコンビネーション攻撃によって倒される。

### 『クイーンズブレイド リベリオン』より登場
叛乱の騎士姫 アンネロッテ
声 - 遠藤綾
第三期（リベリオン）の主人公。アルドラの妹。
当初は復讐に燃える殺意に満ちた復讐鬼だったが、次第に真実を求める叛逆の姫として生まれ変わっていく。柔軟で独創的だが、たまにおかしな発想をすることがある。
女王軍に追われ怪我を負ったところをアレインに救われる。その後アレインの剣技に惚れ、弟子入りを志願する（OVA「新たなる師弟、新たなる闘い」）。
後にイズミの師匠となり、その際の指導時に戦闘教官アレインの指導癖が出てしまう一幕もあった。
アンネロッテはシギィとの初対決で、偶然ではあるが聖なるポーズ「運命」を行使した。
狂騎士アンネロッテに変身した際は、身体から紫と赤と黒がかった風のようなものと赤い「十字架」のような波動を立ち上らせている。
異端審問官 シギィ
声 - 小林ゆう
旅先でユーミルと出会い、それ以来友人関係となっている。困っている人を見過ごせない優しい性格だが、メルファとは対照的に一切融通が利かなく神にあだなす者に対しては即座に審罰をあたえる。
錬金軍師 ユイット
声 - 茅原実里
新聞社を経営して生計を立てているジャーナリスト。母はオーウェン・カトレア夫妻の親友。
錬金鋼人 ヴァンテ
声 - 高口幸子
ユイットと共に行動するオートマトン。
大海賊 キャプテン・リリアナ
声 - 伊藤静
沼地の魔女の新たな刺客。“桃源郷”シャイファンから“ご神体”を盗み出す。根っからの悪ではなく老人には優しいおばあちゃんっ子だったりする。
超振動戦乙女 ミリム
声 - 豊崎愛生
ユイットの友人。超振動鎧の実験にユーミル（メローナ）に利用されるが、アンネロッテに救われる。破損した超振動鎧はユイットとユーミルによって改良された。家族は病弱ぎみの母親と弟、妹の4人家族で貧しいながらも彼女が生計を立てている。母親の病と実家の枯れ果てた土地はルナルナに救われる。
対魔師 ターニャン
声 - 戸松遥
キャプテン・リリアナに盗まれた“ご神体”を妹サイニャンと共に探している。食い逃げの常習犯であり、アンネロッテ達と遭遇する度に問題を起こしている。
対魔師 サイニャン
声 - 真堂圭
ターニャンの妹。
月影の踊り手 ルナルナ
声 - 櫻井浩美
ブランウェンの妹。神のお告げでアンネロッテの来訪を予言する。当初、アンネロッテを自分の伴侶となる人間＝男性と勘違いしていた。ミリムの家族や土地を救うのに一役かっている。
囚われの竜戦士 ブランウェン
声 - 井上喜久子
ルナルナの姉。本来は竜の血をひく誇り高き戦士であるが、ガイノス城内の秘密地下闘技場で奴隷闘士として見世物にされている。
宝石姫 エイリン
声 - 三森すずこ
ライラとは昔馴染みの知人であり、彼女をクローデットに紹介する。ユーミルとはいとこ同士である。
神罰の執行者 ライラ
声 - 佐藤聡美
エイリンとは昔馴染みの知人であり、彼女の紹介でクローデットに謁見した。しかし女王に圧倒され、ナナエルの許に逃げ帰る。その後はナナエルからレイナの捜索を命じられる。
戦神の侍 イズミ
声 - 寿美菜子
アンネロッテの初めての弟子。女王軍に荒らされた為子供しか居ない村で、子供達を護っている。
沼地の魔女 ウェルベリア
声 - 皆川純子
『ヴァンキッシュド・クイーンズ 戦士隷従』にて登場。
アルドラ・アンネロッテ姉妹の母で冥界の姫。沼地の魔女に身体を乗っ取られている。
ドグラ
声 - 高岡瓶々
ブランウェンを飼っているゴブリンの奴隷商人、調教師。
ベルフェ
声 - 岩田光央
アルドラが召喚した人食い魔物。ピンク色の熊型。腹の内部にはアルドラの武器の一つが隠し込まれている。
ドゴール
声 - 矢部雅史
アルドラが召喚した人食い魔物。緑色の蛙型。体内の液体は酸の効果で物を溶かす作用がある。

### アニメ版のみの登場キャラクター
ハチエル
声 - 菊池こころ
ナナエルの同僚で、天界の中でナナエルと行動を共にする（事が多い）天使。ナナエルからは“ハチ”と呼ばれている。クイーンズブレイド決勝戦では審判を務めた。
セヴェル
声 - 本多陽子
ヘプタエル
声 - 佐藤聡美/阿久津加菜（OVA）
アハトエル
声 - 矢作紗友里
タイラ
声 - 松岡禎丞
ユイットの部下。

### ナレーション
『クイーンズブレイド』TVアニメ第1期および第2期、『クイーンズブレイド リベリオン』TVアニメ、『クイーンズブレイド 新たなる師弟、新たなる闘い』OVA、『クイーンズブレイド アンリミテッド』OVAに共通して、天使長の役も演じている本田貴子がナレーションを担当している。

## 流浪の戦士

### スタッフ（第1期）
- 原作 - ホビージャパン[1]
- 監督 - よしもときんじ[1]
- シリーズ構成 - 松智洋[1]
- ストーリーコンセプト - よしもときんじ[1]
- キャラクター原案 - 赤賀博隆、えぃわ、F.S、金子ひらく、かんたか、空中幼彩、黒木雅弘、ズンダレぽん、高村和宏、久行宏和、平田雄三、松竜、みぶなつき
- キャラクターデザイン - りんしん[1]
- デザインワークス - よしもときんじ、松原貞姫、うるし原智志 (第2話、第7話)
- デザイン補佐 - 野口孝行
- 総作画監督 - りんしん、野口孝行[1]
- 美術監督 - 東潤一[1]
- 色彩設計 - よしもときんじ、松原貞姫[1]
- 撮影監督 - 池上伸治[1]
- 編集 - たぐまじゅん[1]
- 音響監督 - 明田川仁[1]
- 音楽 - 横山克[1]
- プロデューサー - 田中信作、横田正明、南寛将、吉田博高、森尻和明
- プロデュース - ジェンコ[1]
- アニメーション制作 - アームス[1]
- 製作 - クイーンズブレイドパートナーズ（メディアファクトリー、ホビージャパン、AT-X、コミックとらのあな、ジェンコ）[1]

### 主題歌（第1期）
オープニングテーマ「Get the Door」
作詞 - 木本慶子 / 作曲 - 林達志 / 編曲 - 林達志・横山克 / 歌 - 大橋利恵
※第1話では未使用
エンディングテーマ「思い出と約束」
作詞 - 木本慶子 / 作曲 - 林達志 / 編曲 - 林達志・横山克 / 歌 - レイナ（川澄綾子）、トモエ（能登麻美子）、ナナエル（平野綾）
※第1話と第12話では未使用

### 各話リスト（第1期）
| 話数   | サブタイトル         | 脚本                  | 絵コンテ                    | 演出         | 作画監督                                                              | 制作協力                            | 放送日        |
| ------ | -------------------- | --------------------- | --------------------------- | ------------ | --------------------------------------------------------------------- | ----------------------------------- | ------------- |
| 第1話  | 気炎〜流浪の戦士     | 松智洋 よしもときんじ | よしもときんじ              | 大河原保豪   | 石橋有希子 野口孝行                                                   | -                                   | 2009年 4月2日 |
| 第2話  | 壮途〜武者巫女       | 金月龍之介            | うるし原智志                | 川西泰二     | 宮澤努                                                                | -                                   | 4月9日        |
| 第3話  | 艶襲〜歴戦の傭兵     | あすか正太            | よしもときんじ              | 福田貴之     | Chang BumChul Shin HyeRan                                             | HANJIN ANIMATION                    | 4月16日       |
| 第4話  | 相克〜雷雲の将       | 金月龍之介            | よしもときんじ              | 松本マサユキ | Kim YoonJoung                                                         | 知遇プロダクション                  | 4月23日       |
| 第5話  | 蘇呪〜古代の王女     | 竹内利光              | よしもときんじ ふくもとかん | ふくもとかん | Shin HyeRan Eun IkHyun                                                | HANJIN ANIMATION 知遇プロダクション | 4月30日       |
| 第6話  | 約束〜森の番人       | 佐藤拓                | 伴山人                      | 政木伸一     | 佐久間健                                                              | スタジオガゼル                      | 5月7日        |
| 第7話  | 降臨〜光明の天使     | 竹内利光              | ふくもとかん                | 川西泰二     | 鷲田敏弥 Kim YoonJoung                                                | 知遇プロダクション                  | 5月14日       |
| 第8話  | 暗躍〜牙の暗殺者     | 吉岡たかを            | 伴山人                      | 村山靖       | 梵寛                                                                  | T.N.K                               | 5月21日       |
| 第9話  | 赤心〜武器屋と鋼鉄姫 | 白根秀樹              | 夕澄慶英                    | 久保太郎     | 藤田正幸 清水勝祐                                                     | -                                   | 5月28日       |
| 第10話 | 開眼〜竜の一撃       | 竹内利光              | 福田貴之 夕澄慶英           | 福田貴之     | Chang BumChul Shin HyeRan                                             | HANJIN ANIMATION                    | 6月4日        |
| 第11話 | 厳霊〜死闘の果て     | 佐藤拓                | 藤川太                      | 夕澄慶英     | Park ChangHwan                                                        | 知遇プロダクション                  | 6月11日       |
| 第12話 | 開門〜女王への道     | 竹内利光              | ふくもとかん                | ふくもとかん | りんしん、野口孝行 石橋有希子、Seo JungDuk Eum IkHyun、Park ChangHwan | -                                   | 6月18日       |

### 放送局（第1期）
| 放送地域 | 放送局     | 放送期間                | 放送日時           | 放送区分  | 備考                                             |
| -------- | ---------- | ----------------------- | ------------------ | --------- | ------------------------------------------------ |
| 日本全国 | AT-X       | 2009年4月2日 - 6月18日  | 木曜 8:00 - 8:30   | CS放送    | 製作委員会参加 リピート放送あり 視聴年齢制限あり |
| 千葉県   | チバテレビ | 2009年4月7日 - 6月23日  | 火曜 25:00 - 25:30 | 独立UHF局 |                                                  |
| 兵庫県   | サンテレビ | 2009年4月9日 - 6月25日  | 木曜 26:10 - 26:40 | 独立UHF局 |                                                  |
| 東京都   | TOKYO MX   | 2009年4月10日 - 6月26日 | 金曜 25:30 - 26:00 | 独立UHF局 |                                                  |

2009年4月13日から、YouTube（メディアファクトリー公式チャンネルにて）他でのネット配信も順次開始された。

### 特典映像（第1期）
『みんなでちゃうよ♥ガイノス学園大暴れ!』
DVDとBlu-ray収録の特典映像OVA（レンタル版には未収録）。
| 話数  | サブタイトル             | 脚本     | 絵コンテ          | 演出         | 作画監督                | 発売日         |
| ----- | ------------------------ | -------- | ----------------- | ------------ | ----------------------- | -------------- |
| 第1章 | 炎の転校生トモエ 疾風編  | 門田祐一 | 金澤勝眞          | 杜野幼青     | Park InHee              | 2009年6月25日  |
| 第2章 | 炎の転校生トモエ 怒涛編  | 門田祐一 | 金澤勝眞 杜野幼青 | 杜野幼青     | Joung SoonAn Park InHee | 2009年7月24日  |
| 第3章 | エリナの超お姉さま伝説   | 門田祐一 | 金澤勝眞 杜野幼青 | 杜野幼青     | Kim GiDo                | 2009年8月25日  |
| 第4章 | 沼地の魔女様のお仕置き   | 門田祐一 | 金澤勝眞 杜野幼青 | 杜野幼青     | Kim GiDo                | 2009年9月25日  |
| 第5章 | 学食のカトレアさん       | 門田祐一 | 杜野幼青          | Joung SoonAn | Joung SoonAn            | 2009年10月25日 |
| 第6章 | ローレグ生徒会長アルドラ | 門田祐一 | 杜野幼青          | Joung SoonAn | Joung SoonAn            | 2009年11月25日 |

## 玉座を継ぐ者

### スタッフ（第2期）
- 原作 - ホビージャパン
- 監督・ストーリーコンセプト - よしもときんじ
- シリーズ構成 - 吉岡たかを
- キャラクターデザイン - りんしん、野口孝行
- 総作画監督 - りんしん、野口孝行、石橋有希子
- 美術監督 - 鈴木隆文（スタジオ・イースター）
- 美術設定 - 金子和茂（草薙）
- 色彩設計 - よしもときんじ、松原貞姫
- 撮影監督 - 池上伸治
- 編集 - たぐまじゅん
- 音響監督 - 明田川仁
- 音楽 - 横山克
- プロデューサー - 田中信作、横田正明、南寛将、吉田博高、森尻和明
- プロデュース - ジェンコ
- アニメーション制作 - アームス
- 製作 - クイーンズブレイドパートナーズ（メディアファクトリー、ホビージャパン、AT-X、コミックとらのあな、ジェンコ）

### 主題歌（第2期）
オープニングテーマ「墜ちない空」
作詞 - 木本慶子 / 作曲・編曲 - 横山克 / 歌 - ENA
※第1話と最終話では未使用
※第7話ではEDでも使用
エンディングテーマ「buddy-body」
作詞 - よしもときんじ・木本慶子 / 作曲・編曲 - 林達志 / 歌 - メローナ（釘宮理恵）、メナス（後藤邑子）、アイリ（伊藤かな恵）
※第1話・第7話・最終話では未使用
※第2話 - 第6話はメローナ、第8話 - 第10話はメナス、第11話はアイリがメインボーカル

### 各話リスト（第2期）
| 話数   | サブタイトル            | 脚本              | 絵コンテ       | 演出           | 作画監督                                                       | 制作協力           | 放送日         |
| ------ | ----------------------- | ----------------- | -------------- | -------------- | -------------------------------------------------------------- | ------------------ | -------------- |
| 第1話  | 参集!クイーンズブレイド | 吉岡たかを        | 夕澄慶英       | 村山靖         | 鷲田敏弥、関口雅浩 Park ChangHwan                              | -                  | 2009年 9月24日 |
| 第2話  | 破邪!思いがけない闘い   | 竹内利光          | 杜野幼青       | 川西泰二       | 宮澤努                                                         | -                  | 10月1日        |
| 第3話  | 炎情!燃え上がる因縁     | 佐藤拓 吉岡たかを | よしもときんじ | 福田貴之       | 塚田浩徳                                                       | -                  | 10月8日        |
| 第4話  | 対決!呼び合う絆         | 伊藤美智子        | 佐々木真哉     | ふくもとかん   | Shin HyeRan Chang BumChul                                      | HANJIN ANIMATION   | 10月15日       |
| 第5話  | 策謀!嘆きの王宮         | 吉岡たかを        | 政木伸一       | 政木伸一       | Kim Hyunok、渡辺英樹 向山祐治                                  | スタジオガゼル     | 10月22日       |
| 第6話  | 錯綜!変わりゆく予感     | 竹内利光          | よしもときんじ | 藤本ジ朗       | Park ChangHwan Eum IkHyun                                      | JIWOO ANIMATION    | 10月29日       |
| 第7話  | 氷結!計算外の事態       | 吉岡たかを        | 夕澄慶英       | 川西泰二       | 宮澤努 阿部達也                                                | -                  | 11月5日        |
| 第8話  | 慙悸!戦いの天使         | 伊藤美智子        | 朝倉カイト     | 柳伸亮         | 大河原晴男 清水勝祐                                            | ティー・エヌ・ケー | 11月12日       |
| 第9話  | 衷心!ヴァンス城の決闘   | 伊藤美智子        | 島津裕行       | 徳本善信       | 富山大輔、古川博之 暗黒太陽小町                                | -                  | 11月19日       |
| 第10話 | 本懐!闘う理由           | 竹内利光          | ウシロシンジ   | 藤本ジ朗       | Chang BumChul                                                  | HANJIN ANIMATION   | 11月26日       |
| 第11話 | 血闘!頂上対決           | 吉岡たかを        | 夕澄慶英       | 夕澄慶英       | 塚田浩徳                                                       | -                  | 12月3日        |
| 最終話 | 大志!玉座を継ぐ者       | よしもときんじ    | よしもときんじ | よしもときんじ | りんしん、野口孝行 石橋有希子、富山大輔 塚田浩徳、暗黒太陽小町 | -                  | 12月10日       |

### 放送局（第2期）
| 放送地域 | 放送局     | 放送期間                 | 放送日時           | 放送区分  | 備考                                             |
| -------- | ---------- | ------------------------ | ------------------ | --------- | ------------------------------------------------ |
| 日本全国 | AT-X       | 2009年9月24日 - 12月10日 | 木曜 8:00 - 8:30   | CS放送    | 製作委員会参加 リピート放送あり 視聴年齢制限あり |
| 東京都   | TOKYO MX   | 2009年10月6日 - 12月22日 | 火曜 26:30 - 27:00 | 独立UHF系 |                                                  |
| 千葉県   | チバテレビ | 2009年10月8日 - 12月24日 | 木曜 25:00 - 25:30 | 独立UHF系 |                                                  |
| 兵庫県   | サンテレビ | 2009年10月8日 - 12月24日 | 木曜 26:10 - 26:30 | 独立UHF系 |                                                  |

2009年10月9日から、YouTube(メディアファクトリー公式チャンネルにて)他でのネット配信も順次開始される。

### 特典映像（第2期）
『やっぱりでちゃうよ♥ガイノス学園大暴れ!』
DVDとBlu-ray収録の特典映像OVA（レンタル版には未収録）。
| 話数   | サブタイトル                           | 脚本     | 絵コンテ | 演出     | 作画監督      | 発売日         |
| ------ | -------------------------------------- | -------- | -------- | -------- | ------------- | -------------- |
| 第7章  | ドキッ！美闘士だらけのビーチバレー大会 | 門田祐一 | 杜野幼青 | 杜野幼青 | Joung SoonAn  | 2009年12月22日 |
| 第8章  | 天才チビッコ教師ユーミルの受難         | 門田祐一 | 杜野幼青 | 杜野幼青 | Lee BooHee    | 2010年1月22日  |
| 第9章  | 熱血指導アレインコーチ                 | 門田祐一 | 杜野幼青 | 杜野幼青 | Jang HyunGeun | 2010年2月25日  |
| 第10章 | 巨乳保険医メルファの憂鬱               | 門田祐一 | 杜野幼青 | 杜野幼青 | Park JongJun  | 2010年3月25日  |
| 第11章 | 生徒会執行部イルマ                     | 門田祐一 | 杜野幼青 | 杜野幼青 | Joung SoonAn  | 2010年4月23日  |
| 第12章 | くいーんずぶらじゃー                   | 門田祐一 | 杜野幼青 | 杜野幼青 | Jang HyunGeun | 2010年5月25日  |

## 美しき闘士たち

### スタッフ（OVA）
- 原作 - ホビージャパン
- 監督・ストーリーコンセプト - よしもときんじ
- キャラクターデザイン - りんしん、野口孝行
- 総作画監督 - りんしん、野口孝行、石橋有希子
- 美術監督 - 東潤一
- 色彩設計 - よしもときんじ、松原貞姫
- 撮影監督 - 池上伸治
- 編集 - たぐまじゅん
- 音響監督 - 明田川仁
- 音楽 - 横山克
- プロデューサー - 田中信作、横田正明、南寛将、森尻和明
- プロデュース - ジェンコ
- アニメーション制作 - アームス
- 製作 - クイーンズブレイドEXパートナーズ（メディアファクトリー、ホビージャパン、AT-X、ジェンコ）

### 主題歌（OVA）
エンディングテーマ
「美闘士カーニバル 〜たおれる時は前向きに〜 um:1」（第1話）
作詞 - よしもときんじ / 作曲・編曲 - 林達志
歌 - エリナ、レイナ、アイリ、アレイン、イルマ、エキドナ、カトレア、クローデット、シズカ、セトラ、トモエ、ニクス、ノワ、メルファ、ユーミル、ラナ、リスティ
「美闘士カーニバル 〜たおれる時は前向きに〜 dois:2」（第2話）
作詞 - よしもときんじ / 作曲・編曲 - 林達志
歌 - アレイン、ノワ、ニクス、アイリ、イルマ、エキドナ、エリナ、カトレア、クローデット、シズカ、セトラ、トモエ、メルファ、ユーミル、ラナ、リスティ、レイナ
「美闘士カーニバル 〜たおれる時は前向きに〜 tres:3」（第3話）
作詞 - よしもときんじ / 作曲・編曲 - 林達志
歌 - アイリ、メローナ、ラナ、メルファ、アレイン、イルマ、エキドナ、エリナ、カトレア、クローデット、シズカ、セトラ、トモエ、ニクス、ノワ、ユーミル、リスティ、レイナ
「美闘士カーニバル 〜たおれる時は前向きに〜 quatro:4」（第4話）
作詞 - よしもときんじ / 作曲・編曲 - 林達志
歌 - メローナ、メナス、アイリ、アルドラ、シズカ、セトラ、トモエ、ナナエル、メルファ、ユーミル、リスティ、レイナ
「美闘士カーニバル 〜たおれる時は前向きに〜 cinco:5」（第5話）
作詞 - よしもときんじ / 作曲・編曲 - 林達志
歌 - ナナエル、メローナ、アイリ、アルドラ、シズカ、セトラ、トモエ、メナス、メルファ、リスティ、レイナ、ユーミル
「美闘士カーニバル 〜たおれる時は前向きに〜 seis:6」（第6話）
作詞 - よしもときんじ / 作曲・編曲 - 林達志
歌 - トモエ、シズカ、アルドラ、アイリ、セトラ、ナナエル、メナス、メルファ、メローナ、ユーミル、リスティ、レイナ

### 各話リスト（OVA）
| 話数  | サブタイトル            | 脚本       | 絵コンテ       | 演出           | 作画監督                                                | 発売日         |
| ----- | ----------------------- | ---------- | -------------- | -------------- | ------------------------------------------------------- | -------------- |
| 第1話 | 信義!エリナ揺るぎなき絆 | 伊藤美智子 | 藤本ジ朗       | 藤本ジ朗       | 石橋有希子                                              | 2010年8月25日  |
| 第2話 | 愛惜!アレイン千年の別れ | 竹内利光   | 夕澄慶英       | 熨斗谷充孝     | 塚田浩徳                                                | 2010年9月22日  |
| 第3話 | 憂鬱!アイリの二心       | 伊藤美智子 | よしもときんじ | 柳伸亮         | Jung Mi-Hee Kim Jae-Hyung                               | 2010年10月22日 |
| 第4話 | 再興!メナス愉悦の王宮   | 白根秀樹   | よしもときんじ | 藤本ジ朗       | 山本善哉                                                | 2010年11月25日 |
| 第5話 | 堕天!逸楽のナナエル     | 伊藤美智子 | よしもときんじ | よしもときんじ | 塚田浩徳、Ha Hyun-Jo Kim Jae-Hyung、野口孝行 石橋有希子 | 2011年2月23日  |
| 第6話 | 奥義!差添いの逢魔が旅   | 吉岡たかを | 藤川太         | 柳伸亮         | 富山大輔、Park HeyRan Jung MiHee、Han JungEu            | 2011年3月23日  |

### モバイル連動特典（OVA）
まるごと美闘士だらけの水中闘技会
初回限定版DVD&Blu-ray各巻付属のモバイル連動特典。封入のカードに印刷された2次元バーコードからモバイルサイトの特設ページにアクセスし、Flashゲームをダウンロードできる。

## 新たなる師弟、新たなる闘い
『クイーンズブレイド 新たなる師弟、新たなる闘い』は、2011年10月29日発売『クイーンズブレイド プレミアムビジュアルブック』同梱DVD収録のOVA。アンネロッテがアレインと出会い弟子となる『クイーンズブレイド リベリオン』に繋がるプロローグとなる内容。ボーナスアニメとしてアレインに罵られながらエクササイズをする『アレイン教官の生しごきブートキャンプ』も収録。

### スタッフ（ビジュアルブック1）
- 原案 - 土産物屋ハンス
- 監督 - 杜野幼青
- キャラクターデザイン - りんしん
- 美術監督 - 門間幸一
- 色彩設計 - 阿部みゆき
- 撮影監督 - 松本敦穂
- 編集 - たぐまじゅん
- 音楽 - 横山克
- 音響監督 - 明田川仁
- プロデューサー - 河原正信、横田正明、関根龍二
- プロデュース - ジェンコ
- 制作 - アームス
- 製作 - ホビージャパン

### 各話リスト（ビジュアルブック1）
| サブタイトル                         | 脚本       | 絵コンテ | 演出           | 総作画監督 | 作画監督                    | アクション監修 |
| ------------------------------------ | ---------- | -------- | -------------- | ---------- | --------------------------- | -------------- |
| 新たなる師弟、新たなる闘い           | 伊藤美智子 | 杜野幼青 | しのみやすゆき | りんしん   | Chang Bum-Chul Park Hey-Ran | 富山大輔       |
| アレイン教官の生しごきブートキャンプ | 杜野幼青   | 杜野幼青 | 高橋朋宏       | りんしん   | Lee Sang-Min                |                |

## 聖女の煩悶〜信仰の扉は、また開く〜
『クイーンズブレイド リベリオン 聖女の煩悶〜信仰の扉は、また開く〜』は、2012年1月28日発売『クイーンズブレイド リベリオン プレミアムビジュアルブック』同梱DVD収録のOVA。修道女シギィとユーミルが奇妙な縁で旅に同行する事になる話。ボーナスアニメとしてシギィによる聖なるポーズをレッスンする『シギィの聖なるポーズしっぽりレッスン』も収録。

### スタッフ（ビジュアルブック2）
- 原案 - 土産物屋ハンス
- 監督 - 杜野幼青
- キャラクター原案 - えぃわ、F.S、織田non、金子ひらく、菱木鋼音、かんたか、空中幼彩、ズンダレぽん、緋色雪、久行宏和、みぶなつき、森沢晴行
- 制作 - アームス
- 製作 - ホビージャパン

### 各話リスト（ビジュアルブック2）
| サブタイトル                         | 脚本     | 絵コンテ | 演出         | 総作画監督 | 作画監督                    | アクション監修 |
| ------------------------------------ | -------- | -------- | ------------ | ---------- | --------------------------- | -------------- |
| 聖女の煩悶〜信仰の扉は、また開く〜   | 白根秀樹 | 杜野幼青 | ふくもとかん | りんしん   | 宇都木勇 Eum Ik-Hyun        | 富山大輔       |
| シギィの聖なるポーズしっぽりレッスン | 杜野幼青 | 杜野幼青 | 高橋朋宏     | 石橋有希子 | Eum Ik-Hyun Park Chang-Hwan |                |

## クイーンズブレイド リベリオン
2012年4月から6月まで放送された。これまでの放送局に加え、初めてBS（BS11）でのネットも加えられた。

### スタッフ（リベリオン）
- 原作 - HobbyJAPAN
- 監督 - 杜野幼青
- シリーズ構成 - 白根秀樹
- キャラクター原案 - 赤賀博隆、えぃわ、F.S、織田non、かんたか、空中幼彩、小梅けいと、蔓木鋼音、中野友和、緋色雪、久行宏和、みぶなつき、森沢晴行
- キャラクターデザイン - りんしん、野口孝行、石橋有希子
- プロップデザイン - 宮川治雄
- 美術監督 - 高橋麻穂
- 美術設定 - 椋本豊
- 色彩設計 - 阿部みゆき
- 撮影監督 - 松本敦穂
- 編集 - たぐまじゅん
- 音楽 - 横山克
- 音楽プロデューサー - 篠原一雄
- 音響監督 - 明田川仁
- プロデューサー - 田中信作、横田正明、土橋哲也、森尻和明
- プロデュース - ジェンコ
- 制作 - アームス
- 製作 - QBリベリオンパートナーズ（メディアファクトリー、ホビージャパン、AT-X、ジェンコ）

### 主題歌（リベリオン）
オープニングテーマ「命のうたが聞こえる」
作詞・歌 - 田村直美 / 作曲・編曲 - yamazo
エンディングテーマ「future is serious」
作詞 - ノルウェイ / 作曲・編曲 - YOW-ROW / 歌 - 小林愛香

### 各話リスト（リベリオン）
| 話数   | サブタイトル         | 脚本              | 絵コンテ   | 演出                  | 作画監督                                                                          | 総作画監督        | 放送日        |
| ------ | -------------------- | ----------------- | ---------- | --------------------- | --------------------------------------------------------------------------------- | ----------------- | ------------- |
| 第1話  | 叛乱の闘士           | 白根秀樹          | 杜野幼青   | しのみやすゆき        | 石橋有希子、Park Hong-Kun                                                         | りんしん 野口孝行 | 2012年 4月3日 |
| 第2話  | 聖なる戦い           | 白根秀樹          | 大平直樹   | 上田繁                | 飯島弘也                                                                          | 野口孝行          | 4月10日       |
| 第3話  | 密林の月影と太陽     | 守宮尚志          | 杜野幼青   | ふくもとかん          | Chang Bum-Chul、Park Hong-Kun Kim Jong-Hun                                        | りんしん          | 4月17日       |
| 第4話  | 止まらない超振動     | 佐藤勝一          | 柊蜻蛉     | 柊蜻蛉                | Eum Ik-Hyun、Lee Suk-In                                                           | 野口孝行          | 4月24日       |
| 第5話  | ガイノス城の秘密     | 竹内利光          | 杜野幼青   | 工藤寛顕              | 佐野英敏                                                                          | りんしん          | 5月1日        |
| 第6話  | 花飾りと秘められた力 | 伊藤美智子        | 杜野幼青   | しのみやすゆき        | 石橋有希子、Jo Young-Rae Jeon Jong-Min、Kim Kang-Won Kim Jong-Hun、Kim Yoon-Joung | りんしん          | 5月8日        |
| 第7話  | 空飛ぶ海賊船         | 田中仁            | 杜野幼青   | 山本天志              | 金二星、吉岡敏幸                                                                  | 野口孝行          | 5月15日       |
| 第8話  | 誘われた若奥様       | 白根秀樹          | 朝倉カイト | 川西泰二              | 新妻瑠維、藤本真由                                                                | 飯島弘也          | 5月22日       |
| 第9話  | サムライ見参         | 竹内利光          | 大平直樹   | 高橋朋宏 ふくもとかん | Chang Bun-Chul、Park Hong-Keun Kim Jong-Hun                                       | りんしん          | 5月29日       |
| 第10話 | 天使と罠と女王の真意 | 田中仁            | 朝倉カイト | 石田暢                | 西尾公伯                                                                          | 野口孝行          | 6月5日        |
| 第11話 | 震える闘志           | 白根秀樹          | 柊蜻蛉     | 柊蜻蛉                | Eum ik-hyun、Kim yoon-joung Park chang-hwan                                       | りんしん          | 6月12日       |
| 第12話 | 叛乱の絆             | 白根秀樹 杜野幼青 | 杜野幼青   | 山本天志              | 石橋有希子、細山正樹 金二星、吉岡敏幸                                             | 野口孝行          | 6月19日       |

### 放送局（リベリオン）
| 放送地域 | 放送局     | 放送期間                | 放送日時           | 放送区分     | 備考                                             |
| -------- | ---------- | ----------------------- | ------------------ | ------------ | ------------------------------------------------ |
| 日本全国 | AT-X       | 2012年4月3日 - 6月19日  | 火曜 10:00 - 10:30 | CS放送       | 製作委員会参加 リピート放送あり 視聴年齢制限あり |
| 千葉県   | チバテレビ | 2012年4月11日 - 6月27日 | 水曜 25:00 - 25:30 | 独立局       |                                                  |
| 兵庫県   | サンテレビ | 2012年4月11日 - 6月27日 | 水曜 26:05 - 26:35 | 独立局       |                                                  |
| 日本全国 | BS11       | 2012年4月12日 - 6月28日 | 木曜 24:00 - 24:30 | 独立系BS放送 | 『ANIME+』枠                                     |
| 東京都   | TOKYO MX   | 2012年4月12日 - 6月28日 | 木曜 24:30 - 25:00 | 独立局       |                                                  |

### 映像特典（リベリオン）
OVA『クイーンズブレイドリベリオン 限界突破で見えちゃうの!?』
DVDとBlu-ray各巻収録の特典映像。
| 巻数  | サブタイトル                            | 脚本       | 絵コンテ       | 演出         | 作画監督・原画 | 登場キャラ                                |
| ----- | --------------------------------------- | ---------- | -------------- | ------------ | -------------- | ----------------------------------------- |
| Vol.1 | 特訓!アンネロッテの聖なるポーズ         | 伊藤美智子 | 宮澤努         | 松本マサユキ | Park Hong-Keun | アンネロッテ、シギイ                      |
| Vol.2 | 振動!ミリムの生着替え                   | 伊藤美智子 | ジンキトモシヨ | 松本マサユキ | Lee Sung-Jin   | ルナルナ、ミリム                          |
| Vol.3 | 屈辱!調教されるブランウェン             | 白根秀樹   | 宮澤努         | 松本マサユキ | Lee Sung-Jin   | ブランウェン、ドグラ                      |
| Vol.4 | 温泉!リリアナの優雅なる美学             | 伊藤美智子 | ジンキトモシヨ | 松本マサユキ | Chang Bum-chul | リリアナ、ユーミル エイリン               |
| Vol.5 | 突撃!となりのアルドラ                   | 白根秀樹   | ジンキトモシヨ | 松本マサユキ | Chang Bum-chul | アルドラ                                  |
| Vol.6 | 混戦!もつれ合うアンネロットと義姉妹たち | 白根秀樹   | ジンキトモシヨ | 松本マサユキ | Hue Hye-jung   | アンネロッテ、ユイット ターニャン、ライラ |

『はぐれ勇者の鬼畜美学 vs クイーンズブレイド リベリオン』

### BD / DVD（リベリオン）
2012年6月27日から11月28日まで発売された。全巻の初回封入特典として美闘士たちの声でも感じるドラマCD、横山克が奏でる至高のサウンドトラック集、チェンジングカードが、通常特典として美乳設定資料集および増田幹生の描き下ろしによるイラスト、土産物ハンスの特製世界観解説書が封入される。
| 巻数 | 発売日         | 収録話          | 規格品番  | 規格品番  | 美闘士たちの声でも感じるドラマCD |
| 巻数 | 発売日         | 収録話          | BD        | DVD       | 美闘士たちの声でも感じるドラマCD |
| ---- | -------------- | --------------- | --------- | --------- | -------------------------------- |
| 1    | 2012年6月27日  | 第1話 - 第2話   | ZMXZ-7841 | ZMBZ-7851 | Vol.1「麗人教育」                |
| 2    | 2012年7月25日  | 第3話 - 第4話   | ZMXZ-7842 | ZMBZ-7852 | Vol.2「新婚さん異端仕分」        |
| 3    | 2012年8月29日  | 第5話 - 第6話   | ZMXZ-7843 | ZMBZ-7853 | Vol.3「演芸リベリオン」          |
| 4    | 2012年9月26日  | 第7話 - 第8話   | ZMXZ-7844 | ZMBZ-7854 | Vol.4「シャイファンの秘宝」      |
| 5    | 2012年10月24日 | 第9話 - 第10話  | ZMXZ-7845 | ZMBZ-7855 | Vol.5「宝石山の秘湯」            |
| 6    | 2012年11月28日 | 第11話 - 第12話 | ZMXZ-7846 | ZMBZ-7856 | Vol.6「キノコ女子会」            |

## ヴァンキッシュド・クイーンズ
『ヴァンキッシュド・クイーンズ』は、2013年3月29日発売『クイーンズブレイド プレミアムビジュアルブック 散』、2013年7月31日発売『クイーンズブレイド プレミアムビジュアルブック 雌』、2014年3月29日発売『クイーンズブレイドリベリオン 沼地の魔女ウェルベリア』同梱Blu-ray、2014年9月30日発売『ヴァンキッシュド・クイーンズ3 OVA付限定版』収録のOVA。テレビシリーズとは時間軸が異なる物語で敗北がテーマになっている。

### 登場キャラ（ヴァンキッシュド）
武者巫女無情
- トモエ - 能登麻美子
- ノワ - 高橋美佳子
- ブランウェン - 井上喜久子
- ルー - 水橋かおり
- ドグラ - 高岡瓶々

聖邪蹂躙
- アイリ - 伊藤かな恵
- ライラ - 佐藤聡美
- ナナエル - 平野綾
- メナス - 友永朱音（後藤邑子の代役）
- 神罰巨人エロシム - 小杉史哉

戦士隷従
- レイナ - 川澄綾子
- キャプテン・リリアナ - 伊藤静
- ウェルベリア - 皆川純子
- クローデット(真の敗北エンドのみ)
- エリナ(真の敗北エンドのみ)

新妻夢散
- イルマ - 鹿野優以
- アルドラ - 竹達彩奈
- エキドナ - 甲斐田ゆき

### スタッフ（ヴァンキッシュド）
- 原案 - 土産物屋ハンス
- 監督・絵コンテ - 板垣伸
- 企画 - 榊間良治（1 - 2）、星野孝太（3 - 4）
- 脚本 - 金月龍之介
- キャラクター原案
  - 1 - えぃわ、織田non、平田雄三、松竜
  - 2 - 赤賀博隆、F.S、金子ひらく、空中幼彩、高村和宏
  - 3 - 久行宏和、松竜、森沢晴行
  - 4 - 赤賀博隆、F.S、かんたか
- キャラクターデザイン - りんしん、野口孝行、石橋有希子
- デザイン協力 - 磯野智
- 色彩設計 - のぼりはるこ
- 美術監督 - 筒井典子（スタジオアクア）（1 - 2）、高橋忍（3 - 4）
- 美術ボード - 丸山由紀子、高山八大（アトリエムサ）
- 美術設計 - 池田繁美、大久保修一（アトリエムサ）
- 撮影監督 - 田村仁（1 - 2）、松井伸哉（3）、朴孝圭（4）
- 編集 - 南下原減多（1 - 3）、廣瀬清志（4）
- 音楽監修 - 横山克
- 音楽制作 - Miracle Bus
- 音響監督 - 明田川仁
- 音響効果 - 上野励（スワラ・プロ）
- プロデューサー - 河原正信、横田正明
- 制作プロデューサー - 森尻和明、永井理
- プロデュース - ジェンコ
- 制作協力 - アームス
- 制作 - フッズエンタテインメント
- 製作 - ホビージャパン

### 各話リスト（ヴァンキッシュド）
| 話数 | サブタイトル | 演出            | 作画監督 |
| ---- | ------------ | --------------- | --- |
| 1    | 武者巫女無情 | 板垣伸 重原克也 | 磯野智、山村俊了 長山延好（原画作画）                                                                           |
| 2    | 聖邪蹂躙     | 板垣伸 高橋成世 | 磯野智、虎助遥人 長山延好（原画作画）                                                                           |
| 3    | 戦士隷従     | 村田光          | 磯野智（総作画監督） 林あすか、真部周一郎 志賀道憲、管振宇                                                      |
| 4    | 新妻夢散     | 村田光          | 磯野智（総作画監督） 磯野智、野口孝行 志賀道憲、斉藤和也 正金寺直子、山本道隆 木下裕孝、青木美穂 あまみりょうこ |

第3話と第4話は通常のトゥルーエンドの他に真の敗北エンドが用意されている。

### 映像特典（ヴァンキッシュド）
| 話数 | サブタイトル         | 絵コンテ | 演出   | 作画監督 | 出演キャラ             |
| ---- | -------------------- | -------- | ------ | -------- | ---------------------- |
| 1    | 武者巫女調教法       | 板垣伸   | 板垣伸 | 磯野智   | トモエ、ドグラ(声のみ) |
| 2    | アイリの夜食バンザイ | 板垣伸   | 板垣伸 | 磯野智   | アイリ                 |

## クイーンズブレイド グリムワール
『クイーンズブレイド グリムワール』は2016年1月29日より発売のOVA。クイーンズブレイド10周年企画。全2巻。スタッフは第1期アニメスタッフがメイン。舞台はメルフィアランドで過去の美闘士もゲスト出演している。

### 登場キャラ（グリムワール）
メインの登場キャラクターについてはクイーンズブレイド グリムワール#キャラクターを参照。
不思議の国の闇使い アリシア
声 - 大西沙織
デザイン - 深崎暮人
レイナ達の住む次元から迷い込んだ魔法剣士。ガイノスの宮廷魔術師だったがメルフェアランドに来てしまう。
メルフェアランドに戸惑っていたが、逆に変わり者の外国人扱いをされてしまうのであった。
恐ろしく尊大な自信家でそれに見合う強力な力を持つ、闇魔法の使い手。傍若無人に振る舞うが曲がった事は大嫌い。
常識外れのメルフェアランドの住人に毒づくことが多いが、だんだんこの世界に染まっていくのかもしれない。
彼女の生まれた世界に戻るために闘技会に参加することになる。
赤頭巾の魔狩人 ザラ
声 - 石上静香
デザイン - 誉
魔狼を従える美女狩人。
当初気弱な性格であったが、セイテンに操られた魔狼（声 - 濱野大輔）に祖母（声 - 一城みゆ希）を食われ、自身も食われた後に自力で脱出した際に性格が変貌した。その際に分離した魔狼は子犬の姿になった。
魔狼に喰らわれ生還した彼女は、腹の中で魔力を得て闘士として生まれ変わった。
たとえ身体をバラバラに咬みちぎられても身体を再生することができる能力を得たのだ。
口には出さないが、自分のような不幸な境遇の人たちを作らないために、魔狩人となった善人。宿敵は『妖猿の屍術師』で、彼女が闘技会に参加すると聞いて、追ってきた。
人魚姫 ティーナ
声 - 後藤沙緒里
デザイン - えぃわ
海底王国の姫で末娘。
地上の男性に憧れて、邪悪な『妖猿の屍術師』と取引し、二本の脚に変わる能力をもらう。
人魚の姿でも空中を泳ぐことができるので、地上で生活するのに不都合は無いが、見てくれの問題。しかし、そのまま猿に拉致されそうになったので逃げ出してきた。
気弱な性格だが、闘技会で戦うことで自分を変えようと思っている。
水の能力を操ることができるが、そのせいで常にびしょ濡れで、服が透けている。
黄金の戦斧 ゴールディー
デザイン - F.S
ゴールドレンジャー。
魔女討ちの菓子職人 グレーテル
デザイン - かんたか
お菓子からモノを生成する能力で、ヘンゼルという第二人格を持つ。
魔装剣姫 カグヤ
声 - 田中真奈美
デザイン - saitom
魔装使い。
妖猿の屍術師 セイテン
声 - 日笠陽子
デザイン - 葵渚
ヴィランであるネクロマンサー。
ハーレムの笛吹き デスピナ
デザイン - 呉マサヒロ
冬の魔王の第一部下。
鏡の魔術姫 スノーホワイト
声 - 木村珠莉
デザイン - えぃわ
異世界の美闘士を召喚できる。
清純の天使 キューエル
声 - 加隈亜衣
デザイン - うるし原智志
アリシアがメルフィアランドに来る原因となった、ウサギ耳の天使。
仕立屋
声 - 川原慶久
メルフィアランド住人。
薬屋
声 - 浅野まゆみ
メルフィアランド住人。
金物屋
声 - 天﨑滉平
メルフィアランド住人。
ティリトン王
声 - 安元洋貴
海月
声 - 西明日香
翁
声 - 佐々健太
貴族
声 - 村田大志

#### ゲスト出演（グリムワール）
レイナ
声 - 川澄綾子
アイリ
声 - 伊藤かな恵
リリアナ
声 - 伊藤静
シギィ（ビジュアルのみ）

### スタッフ（グリムワール）
- 原作 - ホビージャパン
- 原案 - 土産物屋ハンス
- 総監督 - よしもときんじ
- 監督 - 夕澄慶英
- シリーズ構成 - 鈴木雅詞（1）、よしもときんじ
- キャラクター原案 - 葵渚、えぃわ、高村和宏、久行宏和、誉、深崎暮人、織田non、saitom、森沢晴行
- キャラクターデザイン - りんしん、野口孝行、塚田ひろし、うるし原智志
- ストーリーコンセプト - よしもときんじ
- 総作画監督 - 塚田ひろし、石橋有希子
- 世界観・プロップデザイン - 柳伸亮、硯墨之進
- 制作 - フォルテス
- 制作協力 - アームス
- 製作 - ホビージャパン、ジェンコ

### 各話リスト（グリムワール）
| 話数 | サブタイトル         | 脚本     | 絵コンテ       | 演出           | 作画監督                       | キューエル作監 | 発売日         |
| ---- | -------------------- | -------- | -------------- | -------------- | ------------------------------ | -------------- | -------------- |
| 1    | 覚醒、赤頭巾の魔狩人 | 鈴木雅詞 | よしもときんじ | 夕澄慶英       | 塚田ひろし Park myoung hun     | うるし原智志   | 2016年 1月29日 |
| 2    | 輪舞、夢見る人魚姫   | 鈴木雅詞 | 藤川太         | よしもときんじ | 塚田ひろし 正金寺直子 野口孝行 | うるし原智志   | 2016年 9月28日 |

## クイーンズブレイド UNLIMITED
『クイーンズブレイド UNLIMITED』は『クイーンズブレイド』の基本的設定を受け継ぎながらキャラデザインや一部の設定を更新し、これまでのアニメ作品とは別個のストーリーとなるリブート企画。第1話「エリナの旅立ち」を収録したOVA第1巻が2018年7月13日に、第2話「女王陛下御前試合」を収録したOVA第2巻が2020年2月28日に発売された。

### 登場キャラ（UNLIMITED）
登場キャラクターのアンリミテッドにおける設定などについては、
第2話の時点ではナレーションも含めて基本的に声優の変更はないが、女王アルドラは、TVシリーズ1期と2期で逢魔の女王アルドラを演じた竹内美優ではなく、リベリオン以降の召喚士アルドラ役をつとめた竹達彩奈が担当している。

#### 第1話と第2話を通じて登場するキャラクター
声のない回想のみの登場は除く。
エリナ
声 - 水橋かおり
アイリ
声 - 伊藤かな恵
ナナエル
声 - 平野綾

##### UNLIMITEDのオリジナルキャラクター
ミシェル
声 -洲崎綾

#### 第1話「エリナの旅立ち」に登場するキャラクター
ノワ
声 - 高橋美佳子
メルファ
声 - 大原さやか
エキドナ
声 - 甲斐田ゆき
クローデット
声 - 田中敦子
レイナ
（回想のみ、声なし）
リスティ
（回想のみ、声なし）

#### 第2話「女王陛下御前試合」に登場するキャラクター
トモエ
声 - 能登麻美子
リスティ
声 - 甲斐田裕子
メナス
声 - 後藤邑子
アルドラ
声 - 竹達彩奈

### スタッフ（UNLIMITED）
- 原作 - ホビージャパン
- 原案・総監修 - 土産物屋ハンス
- リブートデザイン原案 - 大崎シンヤ（UNKNOWN GAMES）
- キャラクター原案 - えぃわ、F.S、かんたか、空中幼彩、ズンダレぽん、高村和宏、久行宏和、平田雄三、アガタ
- 監督・演出 - 如月娥眉
- 脚本 - 金月龍之介
- 脚本協力 - 沖田栄次
- キャラクターデザイン・総作画監督 - 野口孝行、石橋有希子
- 色彩設計 - 松原貞姫
- 美術監督 - 片平真司
- 撮影監督 - 池上伸治
- 音楽監修 - 横山克
- 音楽 - ミラクルバス
- 音響監督 - 明田川仁
- 編集 - 坂本雅紀
- 企画 - 星野孝太
- プロデューサー - 河原正信、横田正明
- プロデュース - 森尻和明
- 制作プロデューサー - 吉本欣司
- 制作 - フォルテス
- 製作 - ホビージャパン

### 各話リスト（UNLIMITED）
| 話数  | サブタイトル     | 絵コンテ              | 作画監督                | 発売日        |
| ----- | ---------------- | --------------------- | ----------------------- | ------------- |
| 第1話 | エリナの旅立ち   | 如月娥眉              | 正金寺直子 神木はな     | 2018年7月13日 |
| 第2話 | 女王陛下御前試合 | 如月娥眉 うるし原智志 | 神木はな ヨシモトキンジ | 2020年2月28日 |

## CD
全てメディアファクトリーより発売。山森篤プロデュース。

### 主題歌

#### Get the Door
第1期のオープニングテーマ。
収録曲
1. Get the Door
2. Get the Door（カラオケ）

#### 思い出と約束
第1期のエンディングテーマ。
収録曲
1. 思い出と約束
2. 思い出と約束（カラオケ）

#### 墜ちない空
第2期のオープニングテーマ。
収録曲
1. 墜ちない空
2. 墜ちない空（カラオケ）
3. 墜ちない空 二胡ver.
4. 墜ちない空 二胡ver.（カラオケ）

#### buddy-body
第2期のエンディングテーマ。
収録曲
1. buddy-body
2. buddy-body（カラオケ）
3. buddy-body（冥界Boogie ver.）
4. buddy-body（冥界Boogie ver.）（カラオケ）

### キャラクターソング
クイーンズブレイド 流浪の戦士 キャラクターソング+ショートドラマ
キャラクターソング1曲とそのカラオケバージョン、約7分のドラマを収録。各初回限定盤には、原作イラストレーターのF.Sと各担当声優のメッセージカードを封入。
- 〜レイナVer.（2009年7月24日、ZMCZ-4621）
歌：レイナ（川澄綾子）
  1. on the mark
  2. on the mark（カラオケ）
  3. ショートドラマ〜レイナVer.〜
- 〜トモエVer.（2009年7月24日、ZMCZ-4622）
歌：トモエ（能登麻美子）
  1. 日出づる花
  2. 日出づる花（カラオケ）
  3. ショートドラマ〜トモエVer.〜
- 〜ナナエルVer.（2009年8月25日、ZMCZ-4623）
歌：ナナエル（平野綾）
  1. 'cause Angel
  2. 'cause Angel（カラオケ）
  3. ショートドラマ〜ナナエルVer.〜
- 〜メローナVer.（2009年8月25日、ZMCZ-4624）
歌：メローナ（釘宮理恵）
  1. DO-PINK
  2. DO-PINK（カラオケ）
  3. ショートドラマ〜メローナVer.〜
- 〜メナスVer.（2009年9月25日、ZMCZ-4625）
歌：メナス（後藤邑子）
  1. Amara
  2. Amara（カラオケ）
  3. ショートドラマ〜メナスVer.〜
- 〜エリナVer.（2009年9月25日、ZMCZ-4626）
歌：エリナ（水橋かおり）
  1. my JUSTICE
  2. my JUSTICE（カラオケ）
  3. ショートドラマ〜エリナVer.〜
- 〜アイリVer.（2009年10月23日、ZMCZ-4627）
歌：アイリ（伊藤かな恵）
  1. maid in
  2. maid in（カラオケ）
  3. ショートドラマ〜アイリVer.〜
- 〜ノワVer.（2009年10月23日、ZMCZ-4628）
歌：ノワ（高橋美佳子）
  1. 大好きな場所
  2. 大好きな場所（カラオケ）
  3. ショートドラマ〜ノワVer.〜

### サウンドトラック

#### vol.1
テレビアニメ『クイーンズブレイド 流浪の戦士』のサウンドトラック。2009年6月25日にメディアファクトリーから発売された。劇中で使用されたBGMとオープニングテーマ「Get the Door（TVサイズ）」、エンディングテーマ「思い出と約束（TVサイズ）」のレイナver.、トモエver.、ナナエルver.を収録。
| #   | タイトル                                                                  | 作詞 | 作曲・編曲 |
| --- | ------------------------------------------------------------------------- | ---- | ---------- |
| 1.  | 「Get the Door（TVサイズ） 歌：大橋利恵」                                 |      |            |
| 30. | 「思い出と約束（TVサイズ）レイナver. 歌：川澄綾子、能登麻美子、平野綾」   |      |            |
| 31. | 「思い出と約束（TVサイズ）トモエver. 歌：能登麻美子、川澄綾子、平野綾」   |      |            |
| 32. | 「思い出と約束（TVサイズ）ナナエルver. 歌：平野綾、川澄綾子、能登麻美子」 |      |            |

#### vol.2
テレビアニメ『クイーンズブレイド 玉座を継ぐ者』のサウンドトラック。2009年12月22日にメディアファクトリーから発売された。劇中で使用されたBGMとオープニングテーマ「墜ちない空（TVサイズ）」、エンディングテーマ「buddy-body（TVサイズ）」のメローナver.、メナスver.、アイリver.を収録。
| #   | タイトル                                                                  | 作詞 | 作曲・編曲 |
| --- | ------------------------------------------------------------------------- | ---- | ---------- |
| 1.  | 「墜ちない空（TVサイズ） 歌：ENA」                                        |      |            |
| 30. | 「buddy-body（TVサイズ）メローナver. 歌：釘宮理恵、後藤邑子、伊藤かな恵」 |      |            |
| 31. | 「buddy-body（TVサイズ）メナスver. 歌：後藤邑子、釘宮理恵、伊藤かな恵」   |      |            |
| 32. | 「buddy-body（TVサイズ）アイリver.歌：伊藤かな恵、釘宮理恵、後藤邑子」    |      |            |

### ベストアルバム
第1期のオープニングテーマと、第1期と2期のエンディングテーマの別バージョン、今までのキャラクターソングなどを収録したベストアルバム。
収録曲
- 1. Get the door
歌：大橋利恵
  2. on the mark
歌：レイナ（川澄綾子）
  3. 思い出と約束（アルバム Re.トラックダウンVer.）レイナVer.
歌：レイナ（川澄綾子）
  4. 日出づる花
歌：トモエ（能登麻美子）
  5. 思い出と約束（アルバム Re.トラックダウンVer.）トモエVer.
歌：トモエ（能登麻美子）
  6. 'cause Angel
歌：ナナエル（平野綾）
  7. 思い出と約束（アルバム Re.トラックダウンVer.）ナナエルVer.
歌：ナナエル（平野綾）
  8. DO-PINK
歌：メローナ（釘宮理恵）
  9. Amara
歌：メナス（後藤邑子）
  10. 墜ちない空
歌：ENA
  11. my JUSTICE
歌：エリナ（水橋かおり）
  12. maid in
歌：アイリ（伊藤かな恵）
  13. 大好きな場所
歌：ノワ（高橋美佳子）
  14. buddy-body（アルバム Re.トラックダウン Ver.）
歌：メローナ（釘宮理恵）、メナス（後藤邑子）、アイリ（伊藤かな恵）

### ドラマCD・ラジオCD
- クイーンズブレイド ドラマCD vol.1 流浪の戦士+webラジオ「ラジオ・クイーンズブレイド」CD出張版（2009年5月27日、ZMCZ-4641）
  - ドラマCD出演者：川澄綾子、平野綾、水橋かおり、能登麻美子、甲斐田裕子、伊藤かな恵、甲斐田ゆき、大原さやか、高橋美佳子、喜多村英梨
  - ラジオCD出演者：川澄綾子、能登麻美子
- クイーンズブレイド ドラマCD vol.2 玉座を継ぐ者+webラジオ「ラジオ・クイーンズブレイド」CD出張版（2009年11月25日、ZMCZ-4642）
  - ドラマCD出演者：川澄綾子、平野綾、釘宮理恵、能登麻美子、生天目仁美、甲斐田裕子、田中敦子、柚木涼香、齋藤彩夏、甲斐田ゆき
  - ラジオCD出演者：川澄綾子、能登麻美子、？
- クイーンズブレイド 流浪の戦士 webラジオCD vol.1〜ラジオ・クイーンズブレイド＆沼地の魔女達 第1期シリーズ放送分より（2009年11月25日、ZMCZ-4651）
  - ラジオCD出演者：川澄綾子、能登麻美子、釘宮理恵、後藤邑子

## 漫画
『月刊コミックアライブ』（メディアファクトリー）でTVアニメ第1期と同じタイトルで2008年10月号より連載。作画は吉川かば夫。

## 小説
『HJ文庫』（ホビージャパン）でTVアニメ第1期と同じタイトルで2009年8月より刊行。著者は沖田栄次。

## ネットラジオ
テレビアニメに関連して、メディファクラジオにおいて「ラジオ・クイーンズブレイド」（パーソナリティ - 川澄綾子・能登麻美子）と「沼地の魔女の手下たち」（パーソナリティ - 釘宮理恵・後藤邑子）の2つのラジオ番組が放送されている（後者は2009年9月で放送終了）。2010年1月以後は、「ラジオ・クイーンズブレイド」が毎月最終土曜日に月1回更新予定である。